# Vittorio Brancati
Vittorio Brancati (Gorizia, 19 aprile 1942) è un politico italiano.

## Biografia
Attivista sindacale alla Cisl, dal 1997 al 2001 è stato assessore provinciale della Provincia di Gorizia e vicepresidente della provincia (2001-2002). Alle elezioni comunali del 2002 è stato eletto sindaco di Gorizia al secondo turno con il 50,06 % dei voti, alla guida della coalizione dell'Ulivo: si tratta del primo e unico sindaco goriziano espressione del centro-sinistra nella storia della città.
Il suo mandato, durato dal giugno 2002 al maggio 2007, è stato caratterizzato dalla ricerca del dialogo e della distensione dei rapporti con la città slovena confinante di Nova Gorica.